# Rally
 Der er for få eller ingen kildehenvisninger i denne artikel, hvilket er et problem. Du kan hjælpe ved at angive troværdige kilder til de påstande, som fremføres i artiklen.

Et rally er et motorløb for biler bestående af et antal hastighedsprøver (specialprøver) på lukkede områder eller afspærrede offentlige veje. Hastighedsprøverne er forbundet med et antal transportetaper.
Deltagerne består af mandskaber med to personer, en førstekører og en andenkører. Førstekørerens opgave er at styre bilen. Andenkørerens opgave er at give førstekøreren oplysninger om vejens beskaffenhed og forløb, så hastighedsprøverne kan gennemføres på kortest mulig tid.
Vinder af et rally er det mandskab, der sammenlagt har tilbagelagt specialprøverne på mindst mulig tid. Det skal understreges, at man ikke fysisk kører mod hinanden, man kan altså ikke lave en overhaling som i formel 1, man man kører på tid, som en enkeltstart i landevejscykling.
Bilerne der anvendes til rally skal være udstyret med diverse sikkerhedsudstyr som f.eks. sikkerhedsbur, 6-punkts sikkerhedsseler, brandslukker. Deltagerne skal bære styrthjelm og brandsikker køredragt under konkurrencen.
Der køres både DM, EM og VM i rally.

## Løb
- Dakar Rally
- Gumball 3000
- London–Sydney Marathon
- Monte Carlo Rally

## Rally i Danmark
Rallysport i Danmark er organiseret under Dansk Automobil Sports Union (DASU), og der køres typisk seks afdelinger om det danske mesterskab.
Kendte danske rallykørere er Henrik Lundgaard, der er har været europamester og har vundet World Cup for privatkørere, Jørgen Pilgaard, Jens Mulvad, Jens Ole Christiansen, Ib Kragh og Kristian Poulsen.
De største talenter i dette årti er, Simon Lund Larsen, og Jacob Madsen, der med internationale resultater har vist stort talent bag rattet.[kilde mangler]

## EKsterne henvisninger
- Wikimedia Commons har flere filer relateret til Rally